# Ким Кван Сук
Ким Кван Сук (кор. 김광숙, р. 15 февраля 1976 или 1978) — гимнастка из КНДР, чемпионка мира по спортивной гимнастике 1991 года на разновысоких брусьях, принимала участие в Летней Олимпиаде 1992 года. Была известна как специалист на разновысоких брусьях, а в последние годы карьеры, как участница международного скандала о фальсификации своего возраста.
Ким принимала участие во многих крупных международных соревнованиях с 1989 по 1993 годы, включая чемпионаты мира по спортивной гимнастике 1989 и 1991 годов, Летние Азиатские игры 1990 года и Олимпиаду в Барселоне. На чемпионате мира по спортивной гимнастике в 1991 она продемонстрировала просто безумное соединение перелёта Ткачёва и контр-сальто вперёд в вис (в мужской гимнастике сальто Сяо Жуйчжи/Маринича), что помогло ей выиграть золотую медаль на разновысоких брусьях получив оценку 10.0 - это был последний раз, когда спортсмену на чемпионате ставили высшую оценку.
Из-за её маленького роста и факта, что в течение трех лет Северокорейская федерация спортивной гимнастики указывала один и тот же возраст спортсменки (15 лет), возникли вопросы по поводу её возраста. Выяснилось, что по крайне мере 3 раза федерация указывала неверную дату рождения Ким на международных соревнованиях. В результате фальсификации северокорейской женской команде запретили принимать участие в чемпионате мира по спортивной гимнастике в 1993 году.

## Спортивная карьера
Тренером Кван была Ким Чхун Пхиль. Дебют на международных соревнованиях состоялся в 1987 году на молодежном турнире «Дружба», когда Кван выиграла бронзовую медаль на разновысоких брусьях. В следующем году она приняла участие на этапе кубка мира по спортивной гимнастике в Котбусе, где заняла скромное 17-е место в многоборье. Также вновь приняла участие в турнире «Дружба», где вновь заняла третье место на разновысоких брусьях и в командном первенстве.
В 1989 году Кван прошла отбор в национальную сборную Северной Кореи на чемпионат мира по спортивной гимнастике. И хотя во всех соревнованиях она осталась без медалей, её выступление на брусьях разной высоты привлекло много внимания. Именно на этом чемпионате мира, Кван впервые исполнила собственный оригинальный элемент на разновысоких брусьях - соединение перелёта Ткачёва и контр-сальто вперёд в вис, получивший название Кунтер-Ким (группа трудности  'F'). В 1990 году она выиграла серебро на разновысоких брусьях и заняла 4-е место на бревне на Азиатских играх в Пекине.
Её старания были вознаграждены на чемпионате мира по спортивной гимнастике в 1991 году, где она выиграла золота на разновысоких брусьях получив оценку в 10.0 баллов. Кван, как ожидали, будет главной претенденткой на олимпийское золото на Олимпиаде в Барселоне, однако, сделав шаг при приземлении, она выбыла из борьбы за пьедестал и в итоге заняла 4-е место на разновысоких брусьях. Её заключительным международным соревнованием стали Восточноазиатские игры, где она выиграла золото на разновысоких брусьях. Первоначально Кван поставили оценку 9.912, что являлось вторым результатом после китаянки Ли Ло. Но представители северокорейской сборной подали протест, который был удовлетворен, и Кван выставили новую оценку  9.925, что позволило ей обойти китайскую спортсменку и выиграть золото.

## В филателии
Ким Кван Сук изображена на почтовой марке КНДР номиналом 20 чон из серии о чемпионах мира из КНДР, выпущенной 15 июня 1993 года. Эта марка также включена в выпущенный тогда же малый лист из шести марок, вместе с марками, посвящёнными двум другим чемпионам мира среди женщин.